# Thliptoceras bicuspidatum
Thliptoceras bicuspidatum là một loài bướm đêm trong họ Crambidae.